# Galium praetermissum
Galium praetermissum är en måreväxtart som beskrevs av Jesse More Greenman. Galium praetermissum ingår i släktet måror, och familjen måreväxter. Inga underarter finns listade i Catalogue of Life.